# Дамат Ибрагим-паша
Дамад Ибрагим-паша (тур. Damad İbrahim Paşa, босн. Damat Ibrahim-Paša Novošehirlija; 1517—1601) — османский государственный деятель боснийского происхождения, занимавший должность великого визиря три раза (первый раз с 4 апреля по 27 октября 1596; второй раз с 5 декабря 1596 года по 3 ноября 1597 и в третий с 6 января 1599 по 10 июля 1601). Он известен как покоритель Канижи.
Он также носил титул дамат («зять»), так как его супругой была Айше-султан, одна из дочерей султана Мурада III.

## Биография
Происхождение Ибрагима-паши первоисточники указывают по-разному. Ибрагим Печеви называл его боснийцем, венецианские байло писали, что он славянской нации (di nazione schiavone) или «Герсего» («из Герцеговины»). Минадои  описывал Ибрагима-пашу "славянской нации, из места под названием Кьяничии, в нескольких днях езды от Рагузы". Эта информация была им получена  от «Христофоро де Бони»,  переводчика венецианского консула в Сирии Джованни Микеле и тоже  славянского происхождения из того же региона недалеко от Рагузы. Де Бони познакомился с Ибрагимом-пашой, когда последний действовал против ливанских друзов в 1585 году. Есть мнение, что он был боснийцем.
Нет данных о дате рождения Ибрагим-паши, однако Минадои около 1588 года оценивал возраст Ибрагима-паши примерно тридцать два года. Из отчетов  стамбульских байло можно сделать вывод, что  Ибрагим-паша родился около 1550 года.
По девширме Ибрагим-паша попал в эндерун. Он дослужился до должности рикабдара (тур. rikâbdâr — главный стременной), а в 1574 году, после восшествия на трон Мурада III,  стал силахдаром (тур. silahdar — оруженосец), а в 1580 году агой янычар. Он был назначен бейлербеем Румели в 1582 году и принимал большое участие в организации двухмесячных празднествах, устроенных Мурадом III летом того же года по случаю сюннета  своего сына, будущего Мехмеда III. В том же году состоялась помолвка Ибрагима-паши с Айше, дочерью Мурада III, и его повышение до звания визиря. В 1583 году Ибрагим-паша был назначен бейлербеем Египта.  
Есть упоминания о нем как о пятом визире  в 1583 году,  о четвертом визире в 1585 году,  третьем визире  в 1585 году.  Но нет данных о датах занятия этих постов. 
В 1585 году Ибрагим-паше было поручено подавить восстание друзов в Ливане. Благодаря помощи бейлербеев Дамаска и Триполи и правителей Аравии он подавил восстание мятежного эмира друзов Маноглу Фахреддина. Он погрузил египетские сокровища, золотой и украшенный драгоценностями трон, который он построил во время своей службы там, добычу и пленников, которых он получил в Ливане, во флот под командованием капитана Кылыча Али-паши и отправил их в Стамбул. Ибрагим-паша, прибывший в Стамбул в сентябре 1585 года, за свои успешные заслуги был произведен в третьи визири, а также за ним был закреплен дворец Макбула Ибрагима-паши в Атмейдани.
После женитьбы на  Айше Султан в мае 1586 года его стали называть «Дамад». 
Хотя он был назначен капуданом-пашой вместо Кылыча Али-паши, умершего в 1587 году, он пробыл на этой должности недолго. 
В 1589 году после восстания янычар, получившего название инцидента с бейлербеем, он был уволен вместе с великим визирем того периода Сиявушем-пашой и некоторыми другими визирями. 
Янычары восстали в знак протеста против оплаты службы испорченной серебряной монетой, которая тогда наводнила империю. Большинство современных событиям авторов сходятся во мнении, что восстание было организовано соперничавшими с фаворитом султана, Доганджи Мехмедом-пашой визирями (среди которых был и Ибрагим-паша), чтобы избавиться от могущественного фаворита султана. Мурад  понял, в чём дело. Он был  разгневан и жалел, что не передал всех врагов фаворита палачу. В тот же вечер султан снял с должностей муфтия, визирей  Ибрагима-пашу и Джерраха Мехмеда-пашу, казначеев и нишанджы, всех офицеров сипахов и других более мелких чиновников. Вместе с остальными под подозрение попал и великий визирь Канижели Сиявуш-паша, который был смещён с этого поста.
С приходом к власти султана Мехмеда III в 1595 году Ибрагим-паша он снова вошел в диван в качестве третьего визиря, а затем получил звание второго визиря. В это время Османская империя была вовлечена в  войну (1593-1606 года) с Австрией. Отправление великого визиря Ферхада-паши в кампанию против Валахии в апреле 1595 года привело к тому, что Ибрагим-паша как второй визирь исполнял обязанности великого визиря в Стамбуле. После смерти великого визиря Коджа Синана-паши в апреле 1596 году Ибрагим-паша был возведен в сан великого визиря. Он  занимал этот пост чуть менее семи месяцев. За этот короткий период времени османы захватили у христиан важную крепость Эгер (Эрлау) в Венгрии (сентябрь-октябрь 1596 года). Ибрагим-паша, которому во время пребывания в должности великого визиря было присвоено звание сераскера, в июне того же года отправился в поход на Эгер вместе с Мехмедом III. 24 сентября 1596 года Эгер, богатый залежами полезных ископаемых замок между Австрией и Трансильванией, был осажден пятью орудиями и захвачен в течение нескольких недель. 
Османские войска разгромили войска императора Рудольфа II в Керестецкой битве в октябре 1596 года. Между тем он не смог сразу добиться ожидаемой им должности визиря, так как сыграл роль в несправедливом убийстве Ферхада-паши, с которым у него была тайная вражда. Однако после смерти Коджа Синан-паши в апреле 1596 года он был назначен великим визирем. Поскольку Чигалазаде Синан-паша внес особый вклад в победу, он был назначен великим визирем по рекомендации  Саадеддина.  Началось соперничество Ибрагим-паши и Синан-паши. Синан-паша не смог добиться значительных результатов на фронте, Ибрагим-паша ожидал, что  Синана-пашу уволят, а его назначат. Но печать, которую ждал Ибрагим-паша, была передана Лале Мехмету-паше, который умер девять дней спустя. Должность занял опять Синан-паша. 
Ибрагим-паша заявил, что Синан-паша некомпетентен, стар и не может служить великим визирем, на что Синан ответил: «Они называли меня старым и слабым. Если Авраам так думает, пусть придет на дворцовую площадь, встретимся, сразимся на копьях». Они встречаются. Синан-паша «хватает Ибрагим-пашу за пояс и выводит из покоев султана».
Отставка Ибрагима-паши продлилось всего сорок пять дней. Когда армия возвращалась после Керестецкой битвы, Валиде Сафие-султан попросила снова назначить ее зятя великим визирем, и 5 декабря 1596 года он занял пост второй раз. Он сослал Чигалазаде Синана-пашу, который выступил против него, когда он стал великим визирем, в Акшехир. Ибрагим-паша предотвратил вмешательство Ходжи Садеддина-эфенди в государственные дела и выдворил из Стамбула некоторых других государственных сановников, уволил австрийского сердара Хасана-пашу и назначил на его место Сатырджи Мехмед-пашу. Однако из-за своих неудач и убийства крымского хана Фетих-Герая он снова впал в немилость султана.
Кроме того, к его увольнению привели его неспособность выплатить деньги своей тёще Сафие Султан (он перестал присылать ей подарки, игнорировал ее мнение при назначениях) и даже увольнение некоторых её ставленников. 3 ноября 1597 года его сменил Хадым Хасан-паша, имевший привычку подкупать Валиде Султана.
6 января 1599 года Ибрагим-паша был назначен великим визирем в третий раз, заменив Джерраха Мехмед-пашу. Тогда же он был назначен сердаром в Венгрию и в мае того же года отправился в Уйварскую экспедицию. Он отремонтировал замки и мосты на дорогах, по которым должна была пройти армия, и направился к Буде. Когда мирные попытки не дали никаких результатов, были совершены набеги на район Уйвар и даже на город Печ. Паша, отступивший с армией в Белград с приближением зимы, за время своего пребывания здесь сумел вновь расположить местное христианское население к османской администрации и даже сформировал из них роты. Он даже послал эти войска против гайдуков , которые совершали набеги и грабили замки  вдоль границ и разрушали их.
В июне 1600 года к Кание прибыл Ибрагим-паша, захвативший Бобофчу. Здесь шли ожесточенные бои с австрийцами, и даже главнокомандующий, сражавшийся лично, едва спасся жизнью. Наконец, 23 октября 1600 года замок Канье был захвачен. Ибрагим-паша немедленно отремонтировал замок, разместил в нем кади, смотрителя, охрану, зерно и боеприпасы, а охрану передал бейлербею Тирьяки Хасану-паше. Тем временем были завоеваны замки Кишкомар, Берзенце и многие другие вплоть до границы с Печем. В Стамбуле проводились фестивали по случаю завоевания Кание. Ибрагим-паше были сделаны ценные подарки, и ему была послана султанская грамота, гарантирующая, что он останется великим визирем, пока он жив.
Ибрагим-паша, позже вернувшийся в Белград, предпринял попытки заключения мира с Австрией, а также готовился к экспедиции. Однако он заболел недалеко от Эсека и умер в Белграде 10 июля 1601 года после четырех-пятидневной лихорадки. Его тело сначала было временно перевезено в мечеть Байрамбей в Белграде, затем в Стамбул и похоронено на кладбище мечети Шехзаде.

## Личность и благотворительность
Ибрагим-паша был  проницательным, умным, осторожным, старательным и щедрым визирем, а также успешным полководцем. Его осторожность  в войнах приводила к тому, что войска, находившиеся под его командованием, не бывали разгромлены даже в самых опасных ситуациях. Он относился дружелюбно, сострадательно, милосердно, справедливо  к своим подданным. Его доброжелательное обращение даже с немусульманами,  облегчило попадание австрийских подданных вдоль границ под османское влияние. С другой стороны, он действовал жестоко по отношению к своим противникам и никогда не колебался проливать кровь.
Построил объекты социального назначения, такие как караван-сарай, имарет, хан (гостиница) и фонтан в Татарпазарджиги.